# Franciszek Krótki
Franciszek Krótki (ur. 28 lutego 1955 w Radlinie) – polski piłkarz grający na pozycji napastnika, trener głównie śląskich klubów.

## Kariera piłkarska
Franciszek Krótki karierę piłkarską rozpoczął w 1974 roku w ROW Rybnik, w barwach którego dnia 21 maja 1975 roku zadebiutował w ekstraklasie, zastępując w 46. minucie Edwarda Lorensa w wygranym 2:1 meczu u siebie z Ruchem Chorzów, a dnia 18 czerwca 1975 roku w wygranym 3:1 meczu u siebie ze Stalą Mielec strzelił swoją pierwszą bramkę w ekstraklasie. W sezonie 1974/1975 z klubem dotarł do finału Pucharu Polski oraz wygrał Grupę 6 Pucharu Intertoto. Dnia 1 września 1976 roku w zremisowanym 3:3 meczu u siebie z Wisłą Kraków strzelił swoją ostatnią bramkę, a dnia 13 marca 1977 roku w przegranym 0:1 meczu z Odrą Opole rozegrał swój ostatni mecz w ekstraklasie. Sezon 1976/1977 ROW Rybnik zakończył na ostatnim 16. miejscu i spadł do II ligi. W klubie występował do 1983 roku.
Następnie został zawodnikiem Odry Wodzisław Śląski, w którym zakończył piłkarską karierę. Łącznie w ekstraklasie rozegrał 47 meczów, w których strzelił 7 bramek.

## Kariera trenerska
Franciszek Krótki jest absolwentem Technikum Mechanicznego w Rybniku oraz AWF-u w Katowicach. Ukończył kurs trenerski I klasy, dzięki czemu po zakończeniu kariery piłkarskiej rozpoczął w 1992 roku karierę trenerską w Odrze Wodzisław Śląski, którego prowadził do 1994 roku. Następnie prowadził Naprzód Rydułtowy (1996) i Rymer Rybnik (1996–1997).
W latach 1998–2000 prowadził Włókniarza Kietrz, który pod wodzą Krótkiego był czołowym zespołem II ligi. Po sezonie 1999/2000 został trenerem Odry Opole, która prowadziła w tabeli II ligi w sezonie 2000/2001 po rundzie jesiennej, jednak po słabym początku w rundzie wiosennej zwolniony z funkcji trenera Niebiesko-Czerwonych.
Następnie prowadził Zagłębie Sosnowiec (2001–2002), Tłoki Gorzyce (2002) i ponownie Włókniarza Kietrz (2003–2004). Dnia 17 czerwca 2004 roku ponownie został trenerem Odry Opole, jednak dnia 16 października 2004 roku z powodu słabych wyników został zwolniony.
Następnie był trenerem: Przyszłości Rogów (2005), Beskida Skoczów (2005–2006), ROW Rybnik (2007–2009), Płomienia Połomia (2010–2011), Cukrownika Chybie (2011–2012), Granicy Ruptawa (2012) i Polonii Marklowice (2012–2014).

## Sukcesy piłkarskie

### ROW Rybnik
- Puchar Polski: 1975
- Puchar Intertoto: 1975

### Wyróżnienia
- Honorowy Obywatel Miasta Kietrz (23 listopada 1999)[7]